# NGC 5587
NGC 5587 ist eine 12,9 mag helle Linsenförmige Galaxie vom Hubble-Typ S0-a im Sternbild Bärenhüter und etwa 104 Millionen Lichtjahre von der Milchstraße entfernt.
Sie wurde am 17. April 1784 von Wilhelm Herschel mit einem 18,7-Zoll-Spiegelteleskop entdeckt, der sie dabei mit „vF, vS, lE, verified with 240 power“ beschrieb.